# Безвесільна Олена Миколаївна
Безвесільна Олена Миколаївна (нар. 16 лютого 1948, Київ, СРСР) — український фахівець у галузі приладобудування, доктор технічних наук, професор, Заслужений діяч науки і техніки України,  Лауреат Державної премії України в галузі науки і техніки.

## Наукова діяльність
У 1971 році закінчила Київський політехнічний інститут, де і залишилася працювати, займаючи посади від асистента до професора.
У 1977 році захистила дисертаційну роботу на здобуття наукового ступеня кандидата, а у 1991 році – доктора технічних наук. Вчене звання професора отримала у 1993 році. 
З 1992 року очолювала кафедру приладів точної механіки, а з 1998 по 2001 - кафедру приладобудування цього навчального закладу.
З 1994 року очолює спеціалізовану раду із захисту докторських та кандидатських дисертацій.
Наукові дослідження присвячені фундаментальним і прикладним питанням механіки гіроскопічних та навігаційних приладів рухомих об’єктів, динаміки авіаційних електромеханічних систем. 
Підготувала 8 докторів та 8 кандидатів технічних наук.
Автор 372 наукових праць, у тому числі 15 монографій, 7 підручників та 7 навчальних посібників з грифом МОН України, 29 патентів та авторських свідоцтв.

## Наукові твори
Підручники:
- “Перетворюючі пристрої приладів” (1994 р.);
- “Витратометрія” (1996 р.);
- “Вимірювання прискорень” (2002 р.);
- “Вимірювання гравітаційних прискорень” (2003 р.);
- “Технологічні вимірювання і прилади” (2005 р.);
- “Перетворюючі пристрої приладів та комп’ютеризованих систем” (2006 р.);
- “Інформаційно-комп’ютерні системи та технології. Експериментальні дослідження в галузі вимірювання механічних величин” (2007 р.).

Навчальні посібники:
- “Перетворюючі пристрої приладів” (1980 р.);
- “Відлікові та реєструючі пристрої приладів” (1993 р.);
- “Засоби вимірювання маси та ваги” (1996 р.);
- “САПР в дипломному та курсовому проектуванні” (2002 р.);
- “Підготовка магістрів та виконання магістерської атестаційної роботи” (2006 р.);
- “Перетворюючі пристрої приладів та комп’ютеризованих систем” (2007 р.);
- “Інформаційно-комп’ютерні системи та технології“ (2007 р.).

Монографії:
- “Теорія та принципи побудови авіаційної гравіметричної системи”;
- “Щодо виставлення вимірювальних осей акселерометра в умовах рухомої основи”;
- “Оцінка точністних характеристик у вимірювачах лінійних прискорень”;
- “Про дослідження маятникового акселерометра за допомогою ЕОМ”;
- “Авіаційні гравіметричні системи та гравіметри”.

## Відзнаки та нагороди
Заслужений діяч науки і техніки України (з 1999 р.), академік Академії інженерних наук України, Нью-Йоркської академії наук (з 1999 р.).
Нагороджена знаком “Відмінник освіти” (1996 р.), Почесною грамотою Міносвіти України (1997 р.), має Подяку голови Київської міської державної адміністрації (1998, 2002 рр.), нагороджена знаком “За наукові досягнення” (2007 р.), грамотою НТУУ “КПІ” “За наукові досягнення” (2007 р.).